# Svensk-norska unionen

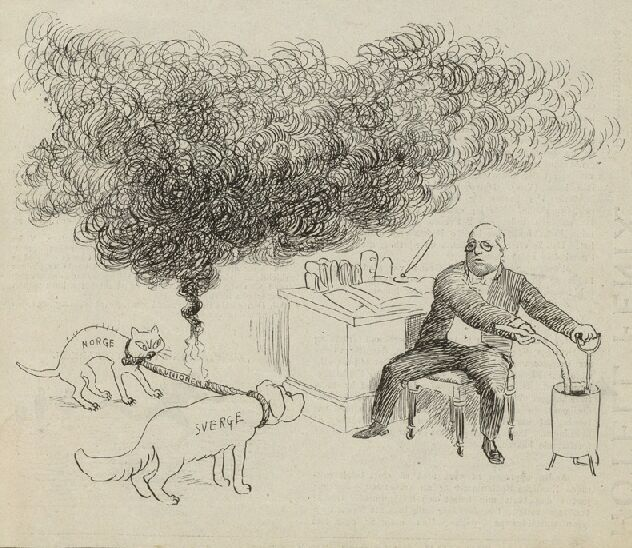
Skämtteckning ur Söndags-Nisse från 12 februari 1905, betitlad "Brister bandet?", apropå konsulatfrågan. Den svenske statsministern Erik Boström gör valhänta försök att släcka elden som hotar att lösgöra den ilskna katten Norge från den loje hunden Sverige.

Svensk-norska unionen, formellt Förenade Konungarikena Sverige och Norge (norska: De forenede Kongeriger Norge og Sverige) eller ibland endast Sverige och Norge, var en statsrättslig förening mellan kungarikena Sverige och Norge under perioden 1814−1905. Unionen uppstod ur Kielfreden den 14 januari 1814 och den följande konventionen i Moss och stadfästes genom en revision av den norska grundlagen den 4 november 1814 och genom riksakten 1815. Unionen var en kompromiss mellan å ena sidan de norska självständighetssträvandena, uttryckta genom Eidsvollförfattningen, och å andra sidan Sveriges anspråk på Norge i enlighet med Kielfredens villkor, som bland annat innebar att Danmark avträdde Norge till Sverige.

## Förhistoria

### Kriget mot Napoleon
År 1813 förenades Storbritannien, Ryssland, Österrike, Preussen och Sverige i ett förbund mot Frankrike, vilket ledde till det sjätte koalitionskriget mot Napoleon. I utbyte mot det svenska deltagandet lovade de förbundna att Sverige skulle få Finland – som nyligen förlorats till Ryssland – ersatt med Norge, som alltså skulle lösslitas från Danmark. Detta rike var nämligen fortfarande Napoleons bundsförvant. Genom ett sådant förvärv skulle Sverige komma ur sitt ofördelaktiga läge, inklämt som det var mellan sina båda arvfiender – Ryssland å ena sidan och Danmark-Norge å den andra.
Det var gamla förvärvsplaner i svensk politik som nu skulle förverkligas, planer som gick tillbaka till Karl X Gustav:s och Karl XII:s tid, och som senast varit påtänkta av Gustav III och Gustav IV Adolf. Tronföljaren Karl XIV Johans uppfattning var, enligt ett brev från honom till Karl XIII, "att Sverige ej kan existera trenne år utan att bliva styckat eller inkräktat av någon främmande makt, om det ej förenas med Norge".
För det stora flertalet av Sveriges befolkning var det dock en klen tröst för förlusten av Finland att få Norge i stället. Svenskarna hade ingalunda gett upp hoppet om att återvinna det förlorade broderlandet i öster, och det var ju till stor del därför som man valt den franske marskalken Bernadotte till kung. Det var inte lätt att få revanschtankarna ur män som Adlercreutz, Skjöldebrand och många andra i kungens omgivning, särskilt bland de högre officerarna. Andra revanschsvärmare hade dock blivit omvända genom Napoleons brutala besättande av Pommern och gått med på ett förbund med arvfienden i öster, ett förbund som ju var oförenligt med tanken på Finlands återvinnande.

### Kielfreden
Kielfreden slöts den 14 januari 1814 mellan Sverige och Danmark och tvingades fram av Karl Johan som var överbefälhavare för den allierade Nordarmén i kriget mot Napoleon. Efter slaget vid Leipzig 1813 vände han med sin här mot Danmark. Enligt fredstraktaten i Kiel avträdde den danska konungen Norge till konungen av Sverige medan Sverige avträdde Svenska Pommern och Rügen till Danmark samt betalade en miljon riksdaler till Danmark.
Enligt det första utkastet till fredstraktat skulle hela Norge övergå till Sverige, men i den färdiga traktaten undantogs de norska biländerna, Grönland, Island och Färöarna, vilka nu istället blev danska. Detta, att Norge skulle ingå i en vad de kallade tvångsunion med Sverige och dessutom förlora sina biländer, väckte stor vrede bland många i Norge.
Det var andra tider nu än på 1400-talet, då norrmännen tog Karl Knutsson till konung i känsla av att de behövde Sveriges stöd. Under den långa fredstiden på 1700-talet hade Norges välstånd utvecklats tack vare en livlig sjöfart och en lönande trävaruhandel på England. I Kristiania uppstod köpmanshus som i rikedom nästan kunde tävla med de köpenhamnska. I jämnbredd med välmågan växte också folkets nationalkänsla. Norges skalder prisade "det norske klippefolk" och sjöng om "dette landet vort". Året 1807 blev ett olycksår för Norge liksom för Danmark. Den brittiska flottan avskar norrmännens förbindelse med Danmark, varifrån de brukade fylla sitt spannmålsbehov, och det lilla som smugglades in räckte inte långt. Många måste äta barkbröd och många svalt ihjäl. Under dessa hårda tider grodde sig tanken in hos många norrman att Norges förening med ett annat land var en stor fara. Det var ju denna förbindelse som dragit Norge utan dess egen förskyllan in i krigstillstånd. Så blev den norska nationalkänslan till en självständighetskänsla, som växte starkare för vart år. En frukt därav var det norska universitetet i Kristiania, som under stort jubel i hela landet instiftades år 1811.
Den danske arvprinsen Kristian Fredrik, som var Norges ståthållare, eggade norrmännen till motstånd mot svenskarna. Han sammankallade en norsk riksförsamling till Eidsvoll, en herrgård norr om Kristiania. Den 17 maj 1814 antogs den norska grundlagen (baserad på Montesquieus maktdelningslära) i Eidsvoll och den folkvalda församlingen valde därpå Kristian Fredrik (sedermera Kristian VIII av Danmark) till norsk kung. Men utan utländskt stöd kunde inte den nya regimen i längden stå emot Karl Johans krav på Kieltraktatens uppfyllande, och fick efter en kort militär intervention – fälttåget mot Norge (Sveriges senaste krig) – ge vika. Vid Konventionen i Moss den 14 augusti ingicks vapenstillestånd, och Kristian Fredrik gav samtycke till abdikation mot att Norge fick behålla sin författning i en personalunion med Sverige. Han abdikerade och lämnade landet den 10 oktober, efter att ha överlämnat regeringsmakten till Stortinget. Den 4 november 1814 enades så det norska Stortinget och de svenska förhandlarna om villkoren, och en reviderad norsk författning antogs och Karl XIII (i Norge Karl II) valdes till norsk kung.
Enligt unionsfördraget skulle Norge vara förenat med Sverige i en union som ett eget rike med egna lagar och förordningar men med gemensamt kungahus och gemensam utrikespolitik ledd från utrikesdepartementet i Stockholm.

## Unionen

### 1815–1860
Unionsvillkoren blev under hela unionen omstridda. Medan man från svensk sida försökte stärka unionsbanden för att på sikt skapa ett enda rike slog norrmännen vakt om sitt självstyre. Några framsteg vann norrmännen, 1835 fick de norska statsråden vara med och bestämma över den gemensamma utrikespolitiken, och handelspolitiskt gynnades man av tullättnaderna för handel inom riket som antogs 1825 (se Mellanrikslag).
Efter ett förslag från en gemensam svensk-norsk kommitté införde kung Oscar I 1844 nya flaggor och ett nytt unionsvapen som tillgodosåg de norska kraven på en fullständig jämlikhet mellan de båda unionsländerna. Båda länderna fick en egen handels- och örlogsflagga, men med ett gemensamt unionsmärke i kantonen. Märket var en kombination av färgerna från bägge flaggorna, lika fördelade. Unionsvapnet var sammanställd av jämstora vapen för Sverige och Norge, under två kungakronor som symboliserade två separata riken.

### 1860–1905
Från 1860 blev relationerna alltmer ansträngda och unionen skakades av fyra stora kriser som alla bidrog till att unionen försvagades och att Norge stärkte sin ställning:
Ståthållarstriden (1859–1873) som handlade om ståthållarämbetets vara i Norge. Ståthållaren representerade konungen i dennes frånvaro och framstod i Norge som en symbol för svensk överhöghet. Striden började 1859 efter det att den tillträdande kungen Karl XV, av hänsyn till opinionen i Sverige och då speciellt Riddarhuset, inte infriade sitt löfte att avskaffa ämbetet. Striden slutade först 1873 med att titeln avskaffades och den norska regeringschefen fick titeln statsminister.
Statsrådssaken och vetostriden 1872–1884 handlade om de norska statsrådens rätt att delta i Stortingets förhandlingar. Stortinget fattade beslut om det 1872 men först 1884 sanktionerade Oscar II beslutet. Oscar II:s vägran att sanktionera beslutet ledde till vetostriden om konungens vetorätt i grundlagsfrågor. I och med Stortingets seger 1884 avskaffades konungens vetorätt mot grundlagsändringar och ett stort genombrott för parlamentarismen skedde i Norge.
Flaggfrågan handlade om Norges krav att föra sin egen flagga utan unionsmärke. Konflikten blev en viktig symbolfråga och stortinget röstade 1893, 1896 och 1898 mot kungens veto om att ta bort unionsmärket. År 1899 gav Oscar II upp och stadfäste lagen vilket ledde, liksom vid tidigare kriser, till kraftfulla protester från konservativt håll i Sverige. Även en försiktigt konservativ person som Johan Gripenstedt rasade i pressen över eftergifterna mot Norge under de första kriserna, och sade: "Norskarna få ej krusas utan böra styras med starka tyglar och piska".

## Upplösningen

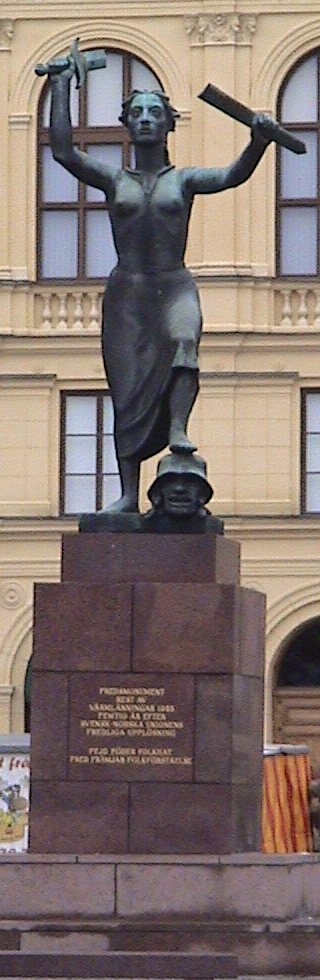
Fredsmonumentet i Karlstad.

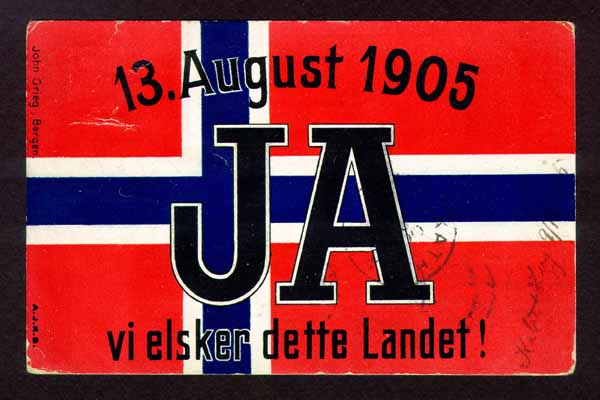
Vykort från tiden för omröstningen.

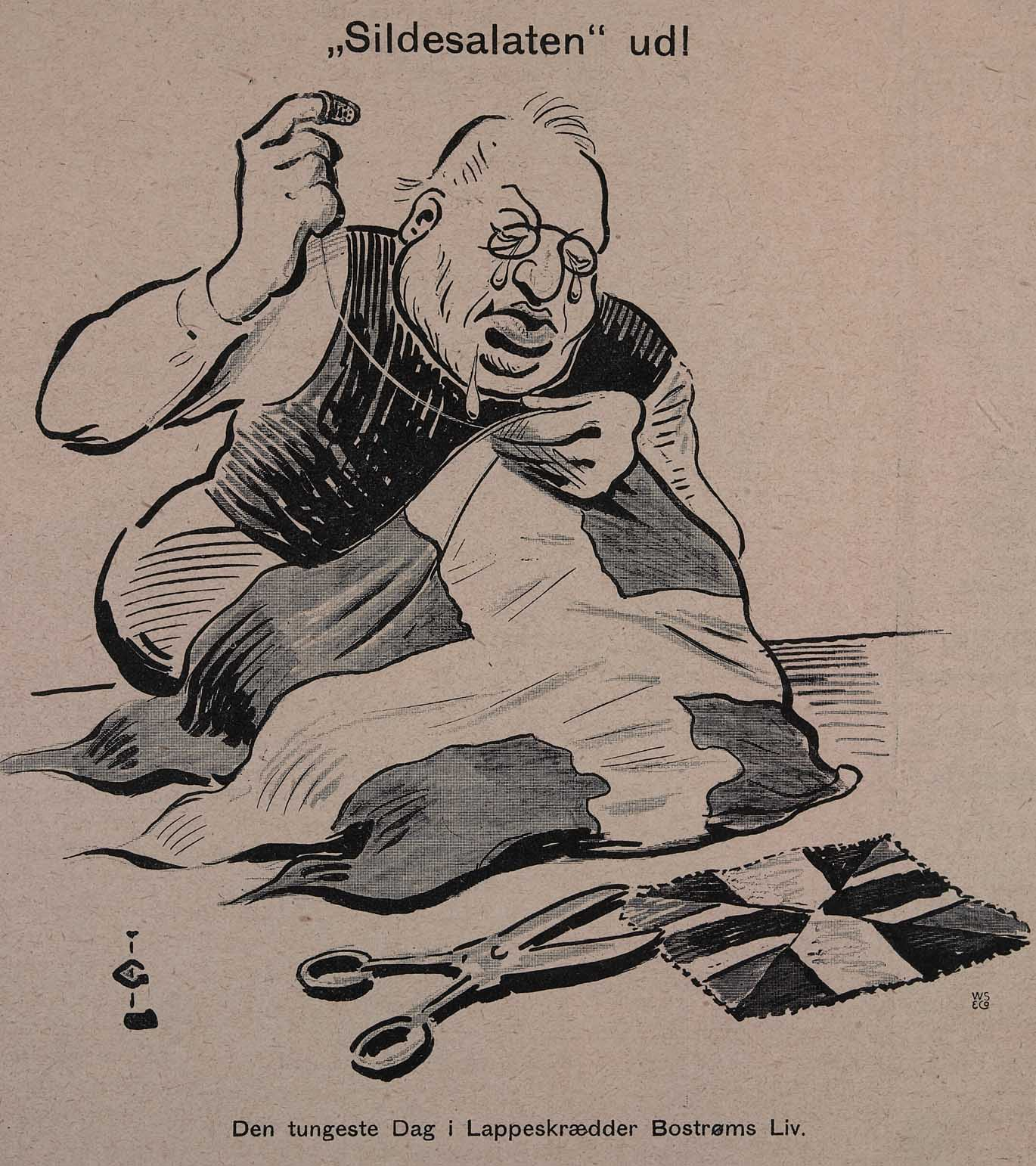
Karikatyr från norska skämttidningen Vikingen (no), 1905. Svenske statsministern Erik Boström som skräddare.

Förutom striderna bidrog de två ländernas skilda utvecklingar och de stora norska framstegen under slutet av 1800-talet till att Sverige och Norge gled alltmer isär och den kris som skulle bli den formella orsaken till unionens fall, konsulatfrågan, växte fram. Konsulatfrågan handlade formellt om de växande norska kraven på att skapa ett eget norskt konsulatväsende, men i realiteten lika mycket om Norges anspråk på att vara helt likställt med Sverige. Under 1890-talet anslöt sig även de konservativt borgerliga krafterna i Norge till detta krav.
Oscar II vägrade att tillmötesgå de norska kraven på ett konsulatväsende, vilket ledde till hårda motsättningar och regeringskriser i Norge. 1905 beslöt Stortinget enhälligt att skapa ett norskt konsulatväsende, vilket kungen återigen vägrade att sanktionera. Den norska regeringen svarade med att lämna in sin avskedsansökan, vilken kungen vägrade godkänna. Stortinget förklarade då att kungen hade misslyckats med att fullfölja sina plikter och förklarade därför unionen upplöst den 7 juni 1905. Den 13 augusti genomfördes en folkomröstning i Norge, där 368 208 röstade för upplösningen och 184 röstade emot.
Norges ensidiga upplösning av unionen ledde till spänningar och militär mobilisering på båda sidorna men efter hårda förhandlingar i Karlstad under augusti och oktober 1905 (se Karlstadskonferensen) fick unionen en fredlig upplösning. Man enades om villkoren för unionsupplösningen och Sverige erkände Norges självständighet. Den 26 oktober undertecknade de båda ländernas utrikesministrar, Fredrik Wachtmeister (Sverige) och Jørgen Løvland (Norge), fördraget.
På Stora torget i Karlstad finns en staty till minne av den fredliga upplösningen.

### Orsaker till upplösning
Unionen hade länge varit ifrågasatt av norrmännen. Enligt historikern Dick Harrison var hotet från Ryssland en avgörande orsak till att den bestod. Efter att Ryssland förlorat rysk-japanska kriget var detta hot, enligt denna teori, inte längre starkt nog för att hålla ihop unionen. Denna teori kan kritiseras för att bara se på saken från svensk synvinkel, där Ryssland alltid hade setts som ett hot, till följd av de många krigen och konflikterna mellan Sverige och Ryssland. Man kan invända att Norge aldrig hade upplevt Ryssland som ett hot, och historiskt sett aldrig haft några allvarliga kriser eller konflikter med Ryssland, utan att Danmark-Norge tvärtom ofta hade varit allierat med Ryssland mot Sverige. Den rädsla för Ryssland som fanns i Sverige skulle därför inte alls återfinnas i Norge, och norrmännen skulle inte se något hot från Ryssland.
Norge hade ingen egen utrikespolitik utan denna sköttes av det svenska utrikesdepartementet i Stockholm. Denna norska önskan om att själv bestämma utrikespolitiken var ytterligare ett skäl till unionsupplösningen 1905 (se Konsulatfrågan).
Som sammanfattning kan man säga att den svensk-norska unionen inte upphörde på grund av att det fanns någon egentlig fiendskap mellan de båda nationerna, utan för att den grund unionen var byggd på hade blivit föråldrad under 1800-talets andra hälft. Statsmän från både Norge och Sverige var medvetna om att en ny tid hade kommit och unionen lades därför ned. I stället knöt man starka politiska och infrastrukturella band nationerna emellan, vilka resulterade i det mycket nära och fredliga samarbete som råder idag.

## Galleri över flaggor

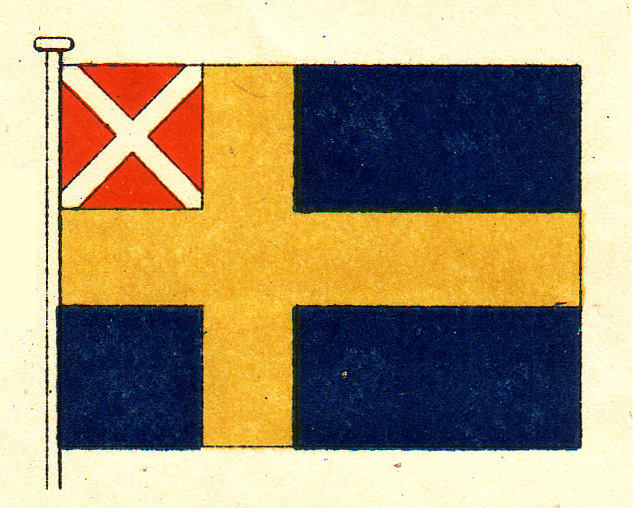
Den svenska och norska unionsflaggan (1818–1844).
Den svenska unionsflaggan (1844–1905) med unionsmärket, "Sillsallaten".
Den norska unionsflaggan (1844–1899).
Gemensam svensk och norsk gös och diplomatisk flagga (1844–1905).